# Departamentul Cortés
Departamentul Cortés este unul dintre cele 18 departamente ale Hondurasului. Departamentul acoperă o suprafață de 3.954 km² și, în 2015, avea o populație estimată la 1.612.762, ceea ce îl face cel mai populat departament din Honduras. Munții Merendón se ridică în vestul departamentului, dar în mare parte este acoperit de o câmpie tropicală, Valea Sula, traversată de râurile Ulúa și Chamelecon.
A fost creat în 1893 din anumite părți ale departamentelor Santa Bárbara și Yoro. Capitala departamentală este San Pedro Sula. Principalele orașe includ, de asemenea, Choloma, La Lima, Villanueva și porturile maritime din Puerto Cortés și Omoa. Coasta Atlanticului din departamentul Cortés este cunoscută pentru numeroasele plaje excelente.
Cortés este inima economică a Hondurasului, întrucât Valea Sula este principala regiune agricolă și industrială a țării. Companiile americane de banane au ajuns în zonă la sfârșitul secolului al XIX-lea și au înființat plantații vaste, precum și infrastructură pentru a livra fructele în Statele Unite. San Pedro Sula a atras un număr substanțial de imigranți din Europa, America Centrală, Palestina și Liban. Industria înflorește în departament, iar Cortés găzduiește astăzi majoritatea uzinelor de asamblare a țării, cunoscute sub numele de maquila.

## Municipalități
1. Choloma
2. La Lima
3. Omoa
4. Pimienta
5. Potrerillos
6. Puerto Cortés
7. San Antonio de Cortés
8. San Francisco de Yojoa
9. San Manuel
10. San Pedro Sula
11. Santa Cruz de Yojoa
12. Villanueva